# Henrik von Monpezat

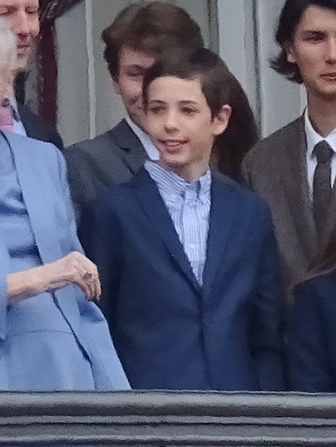
Henrik zu Dänemark (2023)

Henrik Carl Joachim Alain, Graf von Monpezat (* 4. Mai 2009 in Kopenhagen), ehemals Prinz zu Dänemark, ist der dritte und jüngste Sohn von Prinz Joachim und der einzige Sohn seiner zweiten Frau, Prinzessin Marie. Henrik steht an achter Stelle in der dänischen Thronfolge.

## Leben
Henrik zu Dänemark wurde am 4. Mai 2009 im Rigshospitalet, dem Kopenhagener Universitätskrankenhaus, geboren. Er hat zwei ältere Halbbrüder aus der ersten Ehe seines Vaters, Nikolai zu Dänemark und Felix zu Dänemark sowie eine jüngere Schwester, Athena zu Dänemark. Gemäß der Tradition des dänischen Königshauses wurde sein vollständiger Name erst bei seiner Taufe bekannt gegeben, die am 26. Juli 2009 in der Møgeltønder Kirke stattfand, wo auch sein älterer Halbbruder Felix getauft wurde. Bei seiner Taufe erhielt er den Namen Henrik Carl Joachim Alain. Seine Paten sind seine Tante väterlicherseits, die Königin von Dänemark, seine Onkel mütterlicherseits, Charles Cavallier und Benjamin Grandet, die Hofdame seiner Mutter, Britt Davidsen Siesbye, sowie ein Freund der Familie, Christian Scherfig. Am 11. August 2015 wurde er in die Schule Sct. Joseph Søstrenes Skole, eine katholische Privatschule in Gentofte, eingeschult. Als Henrik und seine Familie 2019 nach Frankreich zogen, besuchte er die Privatschule EIB Monceau im 8. Arrondissement von Paris.
Am 28. September 2022 verfügte Königin Margrethe, dass den von ihrem jüngeren Sohn abstammenden Enkeln der Titel Prinz/Prinzessin und die Anrede Königliche Hoheit ab dem 1. Januar 2023 entzogen wird. Dadurch soll das Königshaus auf Personen beschränkt werden, die in Vertretung des Monarchen öffentliche Aufgaben wahrnehmen. Die betroffenen Königsenkel bleiben aber Mitglieder der Königsfamilie und behalten ihre eventuellen Thronfolgeansprüche. Sie sollen jedoch als Privatpersonen mit dem ihnen verbleibenden Namen und Titel Graf von Monpezat später auch eine wirtschaftliche Tätigkeit betreiben oder eine Anstellung annehmen können, was ihnen als repräsentierenden Mitgliedern des Königshauses und königlichen Prinzen verwehrt geblieben wäre. Ähnliches war zuvor bereits im niederländischen Königshaus und im schwedischen Königshaus angeordnet worden. Allerdings soll diese Entscheidung ohne Abstimmung mit den Betroffenen und ihren Eltern erfolgt sein.

## Titel und Prädikat
- 4. Mai 2009 – 31. Dezember 2022: Seine Hoheit Prinz Henrik zu Dänemark, Graf von Monpezat[8]
- Seit 1. Januar 2023: Seine Exzellenz Henrik, Graf von Monpezat

Sein offizieller Titel in Dänisch lautet Hans Excellence Henrik, Greve af Monpezat.